# James Stuart (archéologue)
Pour les articles homonymes, voir James Stuart et Stuart.
James Stuart (1713-1788) et un peintre, archéologue et architecte britannique. On lui doit la première véritable étude systématique et quasi-scientifique des monuments antiques d'Athènes.

## Biographie
Fils de marin, il dut travailler pour vivre et faire vivre sa famille après la mort de son père. Il devint peintre sur éventail pour survivre.
Il se rendit à Rome en 1742 en raison de son intérêt pour l'art antique.
Il effectua un voyage en Grèce de mars 1751 à l'automne 1753. Il séjourna principalement à Athènes et fit escale dans les îles de l'Égée, comme Délos. Avec son compagnon de voyage Nicholas Revett, il avait défini le but de leur voyage à Rome dès 1748 : rassembler le plus de renseignements possibles sur monuments antiques, en mesurer tous les détails, prendre des vues exactes des décorations sculptées, graver les vues, plans, élévations et publier le tout en trois volumes. Stuart était plus spécifiquement chargé de dessiner les monuments. Le voyage fut subventionné par la Société des Dilettanti.

## Publications
- 1748 Proposals for Publishing an Accurate Description of the Antiquities of Athens.
- 1762 à 1816 Antiquities of Athens.

## Œuvres
En 1758, il peignit Athènes sur la toile de fond du théâtre de la Westminster School. Le pavillon qu'il construisit à Hagley Park était une copie du Théséion.